# Portel (microregio)
Portel is een van de 22 microregio's van de Braziliaanse deelstaat Pará. Zij ligt in de mesoregio Marajó en grenst aan de microregio's Almeirim, Altamira, Cametá, Furos de Breves en Mazagão (AP). De microregio heeft een oppervlakte van ca. 45.096 km². In 2006 werd het inwoneraantal geschat op 110.037.
Vier gemeenten behoren tot deze microregio:
- Bagre
- Gurupá
- Melgaço
- Portel

Mesoregio's: Baixo Amazonas · Marajó · Metropolitana de Belém · Nordeste Paraense · Sudeste Paraense · Sudoeste Paraense

Microregio's: Almerim · Altamira · Arari · Belém · Bragantina · Cametá · Castanhal · Conceição do Araguaia · Furos de Breves · Guamá · Itaituba · Marabá · Óbidos · Paragominas · Parauapebas · Portel · Redenção · Salgado · Santarém · São Félix do Xingu · Tomé-Açu · Tucuruí